# 3days 〜満ちてゆく刻の彼方で〜
『3days 〜満ちてゆく刻の彼方で〜』（スリーデイズ みちてゆくときのかなたで）は、2004年6月25日にLassから発売された18禁アドベンチャーゲーム。「無限の三日間」と呼ばれる時間ループ現象を扱っている。
キャッチコピーは「3日で叶う恋もある 3日では何も変えられない」。
暴力的かつグロテスクな描写・表現を多量に含むため、BloodLimiterというシステムが搭載されている。
後に『Lassナンバーシリーズ』と呼ばれるシリーズの一作目であり、キャラクターや世界観などの設定の一部が、同社が後に2008年に発売する『11eyes -罪と罰と贖いの少女-』とリンクしている。

## あらすじ
平凡な学生として日常を送り続けていた主人公・高梨亮は、10月16日を始まりとした3日間、連続して非日常な現象に見舞われる。1日目は同じ綾篠学園に通う柊美柚の殺害。2日目は立て続けに起こった吾妻梨花の飛び降り自殺。そして3日目は藤見たまきとの性交中、自宅に現れた襲撃者に2人とも惨殺されるというものであった。
ところが、惨殺されたはずの亮は10月16日の朝に再び目覚める。亮は鮮明には思い出せない吐き気を催すほどの嫌悪感と、記憶の混乱による不快感に陥りつつ、先程までの恐怖の残滓を悪夢と割り切り、登校を始める。そして道中、柊美柚の殺害現場を目撃した亮は、奇怪な既視感を覚える。
それは、無限に繰り返される3日間の始まりであった。

## 登場人物
高梨 亮（たかなし りょう）
本作の主人公。殺害された美柚の事が気になって事件を追っていたが、結局は何も分からないままたまきと共に惨殺されてしまう。
無限の三日間を何度も繰り返す内に、殺害される未来と同じ行動を取ることに嫌悪感を覚え始める。
両親を事故で失っており、現在は従姉の家に居候している。たまきとの進展はあまりない。
裏設定としては、15年前のヴァルターの憑依体および現在の草壁遼一の転生体(第二転生体)である。草壁遼一の第一転生体であった吾妻友哉、柊美柚と死闘を繰り広げ、ヴァルターが抜け出した後、魂の無い肉体と化した。だが、同時に死傷を負った草壁を生き返らせようとする美柚に、カイロスの時計に定着させた草壁の魂の受け入れ先として肉体を使われた存在が、新たな高梨亮として存在することとなった。
ヴァルターに寄生された際、両親を殺害してしまっている（本人は事故で死んだと聞かされている）ことが、たまきとの出会いや現在の境遇に関係している。
魂の定着先にカイロスの時計を使用しているため、寿命がつきる以外の死に方をした場合、死亡する3日前に戻される。ただし、カイロスの時計という完璧な枠組みに則った魂の循環は無限のものではなく、使用者の魂を摩耗させて成り立つため、高梨亮の身体は転生を繰り返す度に消滅しかかっている。しかし、そのリスクと引き換えにすれば3日前に戻った後、その3日の間にまた死亡する事で4日以上遡る事も可能であり、これに気づいた事で殺される前の美柚と接触することが可能になった。
草壁遼一の転生体ではあるが、草壁遼一、吾妻友哉と違い一般人の体のため陰陽術・魔術に向かない。覚醒後は式神を使うなど多少の陰陽術は使える。
ヴァルターに寄生された影響で元々の「高梨亮」の人格は完全に消滅してしまっている。
藤見 たまき（ふじみ たまき）
声優：一色ヒカル
本作のメインヒロイン。主人公の幼なじみで、童顔で巨乳。亮に依存しており、毎朝迎えに来たり、昼の弁当を用意したりと非常によく尽くす。事件を詮索する亮の身を案じている。
実家は代々巫女の家系であり、体内（子宮）に膨大な魔力を生み出す翠玉碑の欠片を受け継いでいる。他人の肉体や精神を癒す能力に目をつけたヴァルターに狙われており、無限の三日間の最終日には主人公と共に何度も惨殺され、子宮内の翠玉碑の欠片を奪い取られる。
（身長：158cm、体重：47kg、BWH：90-57-88、誕生日：10月19日、星座：天秤座）
柊 美柚（ひいらぎ みゆ）
声優：楠鈴音
もう一人のメインヒロイン。ドイツ人のクォーターを生い立ちとする学園の人気者である。
無限の三日間では最初から死亡しているため、接触することが出来ない。
その正体は魔道士シモン・マグスに作られた魔道生命体であり、発見当時はドイツ語での"nameless"に当たる「"namenlos"ナームルス」と呼ばれていた。
体は自然界の四大精霊の精霊素で出来ており、周囲に満ちる精霊の力を自由に借りることができる。また、億を超える呪印により造られているため、並大抵の方法では傷付けられないか、傷付けても瞬時に再生する程に完璧な構築が施されている。
元々肉体を持っていないが、完全なる生命が肉体の獲得を可能にし、魂魄を成し得ている。ただし、美柚の生まれ故郷であるシュヴァルツヴァルトの城にいることが条件であるため、城から離れた地で力を消耗したり年月を費やすと、生命力の弱化が起こって修復が滞ってしまう。ヴァルターに襲われた時の美柚は、城を離れて50年以上が経過していたために殺されてしまった。
美柚という名前は草壁遼一が付けた。彼との邂逅を機に豊かな感情が芽生え、彼を熱愛する。草壁の二回目の転生は彼女が行った。
草壁を「リョウ」と呼ぶのは当初、遼一と言う言葉をうまく言えなかったためである。
（身長：164cm、体重：53kg、BWH：88-56-89）
吾妻 梨花（あずま りか）
声優：青山ゆかり
主人公と同学年の少女。普段は無口だが、自傷癖がある。いつも趣味が良いとは言えないぬいぐるみ（のえるん）を抱いているため、クラスメートから避けられている。
無限の三日間では屋上から飛び降り自殺を図る。
元の性格は明るいが、黒衣の男（ヴァルター）に寄生されているために根暗になっている。
血筋の関係でヴァルターへの抵抗力が強い。ヴァルターに肉体を乗っ取られたはずが、二重人格状態となっている。凶行を繰り返す悪魔的人格（ヴァルター）の存在に梨花の心は崩壊寸前であり、飛び降り自殺によって自分もろともヴァルターを葬り去ろうとする。
（身長：157cm、体重：41kg、BWH：77-52-81、誕生日：6月25日、星座：蟹座）
吾妻 瑠花（あずま るか）
声優：金田まひる
梨花の妹で桃髪緑眼。いつもぬいぐるみ（りあむん）を抱いている。亮のことをにーに、梨花のことをねーねと呼び、人によく懐く。悪戯好きで、公園の亀をいじめたり、ホースで亮を水浸しにしたりと落ち着きがない。口癖は「にゅ？」
攻略対象ヒロインではないがHシーンのみ存在する。
ルートによっては姉である梨花（正確には梨花に寄生したヴァルター）に首を切られる。
（身長：128cm、体重：27kg、BWH：61-52-64、誕生日：3月3日、星座：魚座）
千神 奈々子（ちかみ ななこ）
声優：常磐もも
柊美柚の親友であり、彼女の死を知って悲しみに暮れる。制作ブランドであるLassの各作品に顔を出す名物キャラであり、何度も登場しながら性描写を出し惜しみし続ける一連のパターンは、俗に「奈々子商法」と呼ばれた。Lassの次回作『FESTA!! -HYPER GIRLS POP-』にて、ようやく性描写への突入を果たす。
（身長：156cm、体重：45kg、BWH：80-59-88、誕生日：7月7日、星座：蟹座）
広原 月子（ひろはら つきこ）
声優：文月かな
複数の部活や同好会の部長を兼任する支離滅裂な電波系マシンガントークオタク娘。母国語がC言語と吹聴する。そのトークはたとえ日が暮れようと聞き手が途中でいなくなろうと全く意に介さない。「小さな魔人」「全文化部の頂点」「雑学No.1」「自由の体現者」「電波」「文科系最大の問題児」「ヒューマノイドハリケーン」など数々の異名を持つ。綾篠学園の教室棟と別の部室棟は、別名「綾篠九龍城(あやしのクーロンじょう)」と呼ばれ、そこで蠢く非公認の同好会、愛好会の数々の設立者は全て彼女だと言われている。
本人曰く666の部や会に所属しており、作中では手芸部の他に、光画部、漫画研究会、アニメ研究会、アマチュア無線同好会、オカルト研究会、落語研究会、アイヌ語同好会、北方領土研究会、屯田兵愛好会、シベリア柳生研究会、すけとうだらをこよなく愛する会、波動力学研究会、波動方程式勉強会、波動砲研究作成委員会、霊波動運用研究会綾篠支部、シュレディンガーの猫たんハァハァ同好会、サン・クリストバル・デ・ラス・カサス同好会、スリ・ジャヤワルダナ・プラコッテ同好会、円周率暗記法研究会がある。これでもまだ10%にも満たないらしい。マイナー所では、手裏剣術同好会、エスペラント研究会、正法眼蔵研究会、フィネガンズ・ウェイク愛好会、尖閣諸島愛好会、器官なき身体愛好会、トンネル効果愛好会、多世界解釈同好会、はたらくじどうしゃ同好会がある。
更にネット上では256のHNを持ち、亮の愛読するニュースサイト「断絶の果て」の運営者である「かとうゆうこ」もその一つ。
また、数多くの技を習得している様子が台詞からうかがえる。
「外道照身霊波光線ッ！！正体見たりぃ！本！質！直！観！」
「広原流体術！切込落翡翠乃型！」
「広原流居合術」
「インプリンティング人工精霊！喝っ！」
この他、瞬間催眠術を使うことが出来る。また、次々回作に登場し、圧倒的な武力を持つ広原雪子を完膚なきまでに叩きのめしたらしいので、本当に武芸の方も並大抵ではない様子。
オカルト分野に対する造詣も深く、終盤での再登場時には物語への深い介入を予感させたが、結局、知識を生かす活躍の場は無し。最後までギャグキャラを貫き通した。雪子によると、卒業後は上京して叔母である広原睦子の探偵事務所で働いているらしい。
彼女専用のミニシナリオ（正確には時間ループによるバッドエンドの一種）では、主人公が彼女に調教される。
広原の姓を持つキャラクターは、Lassの各作品に登場。いずれも変人やギャグキャラの類い。
（身長：157cm、体重：43kg、BWH：71-59-77、誕生日：9月18日、星座：乙女座）
高梨 成美（たかなし なるみ）
声優：児玉さとみ
亮の従姉（伯父の娘）。両親を失った亮を引き取って一緒に暮らしている。雑誌の編集者をしており、しばしば出張で家を空けることがある。家にいるときはずぼらでゴミの片付けもろくにせず、下ネタやセクハラを好むだらしのない人物。綾篠学園のOGでもある。バスト90の27歳。
富岡 健二（とみおか けんじ）
声優：高橋一休
化物のような恐ろしい風貌をした学園の体育教師。梨花のクラスの担任。自らを風紀委員会顧問(ガーディアン)と名乗り、謎の部活「マッシ部」の顧問も兼任している。瀬戸内海の漁村出身でホオジロザメを素手で葬っただとか、校長との同性愛関係疑惑など、様々な噂から生徒に恐れられている。物語の終盤ではヴァルターに肉体を乗っ取られた後に美柚に殺害されるが、自身の死体を亮達の目を欺くために利用されてしまう。
吾妻 友哉（あずま ゆうや）
瑠花と梨花の兄。現在は行方不明となっている。
15年前にヴァルターと相打ちになり死亡した。草壁遼一の第一転生体。
黒衣の男
声優：間寺司
学校で噂になっている、柊を殺したと思われる怪人。無限の三日間において、主人公や藤見たまきを殺し続ける。全身黒ずくめのコートを着ており、口が山葵のような形をした不気味なマスクを被った殺人鬼。郊外の精神病院から脱走した患者とも言われているが……。
その正体は、主人公がかつて草壁遼一であった頃の第二次世界大戦末期に対決した7人の魔術師による魔術結社「トゥーレ」の一員であるドイツ人青年魔術師、傲慢(ホッファート)のヴァルター・ディートリヒ。
祖国遺産協会(ドイチェス・アーネンエルベ)から派遣された暗黒魔術を得意とする若き天才で野心家。「冥王の鍵」「翠玉碑の欠片」「カイロスの時計」を手中にし、無限の魔力と不老不死を得ていずれ「トゥーレ」が作り出す魔導帝国で他のメンバーを出し抜いての絶対的存在として君臨する事を企んでいる。
禁書目録聖省・禁書図書館から「冥王の鍵」、典礼秘跡聖省・聖遺物管理局から「ヘレナの聖釘」を、日本の霊能局から「翠玉碑の欠片」を奪取し、「カイロスの時計」「ナームルス」の奪取を試みるも草壁遼一と相討ちになる。
現在は元の体を失っており、他者の肉体への憑依を繰り返す事で生き長らえている。
大魔導師（グランドマスター）クラスの実力者で老獪な魔術師でも到達できない程の技量を持つ。遼一から闇精霊の術式を見た際に思わず嫉妬する程。ただし、ヴァルターの将来性を見込んだトゥーレ首領の「リーゼロッテ・ヴェルクマイスター」の推薦により成り上がった人物であるため、トゥーレ内での実力は最下位であった模様。同じトゥーレ内では100歳、800歳、1000歳のメンバーもいる中、ヴァルターは最年少でもある。
草壁 遼一（くさかべ りょういち）
過去に存在した陰陽師。
主人公である高梨亮の過去の姿。
陰陽師の四大名門の1つ、草壁家の長男として生まれ、草壁家歴代の中でも屈指の天才であったが、西洋魔術の研究も行ったために14歳で破門され、草壁一族外道中の外道として追放される。
放浪の末、癲狂院の研究員として暮らす。研究内容は東西の魔術理論の統合、上位統合魔術の理論と実践。
草壁一族は調伏し、封印してきた人外の存在の力を術で制御しながら、自らの血に重ねてきたため、草壁の長兄である遼一の血には百を数える鬼の力が継承されている。
それらの全ての式を解放することで、草壁流の最大秘術、百鬼鎧骨格が使用可能である。
ヴァルターの連れてきたナームルス(美柚)と恋に落ち、逃走を謀るが、ヴァルターと相討ちになり死亡。
死後、生前に行っていた転生の秘術「閻羅の外法(えんらのげほう)」により、一回目の転生をこなす。

## ゲーム中の用語
三種の魔具
ヴァルター・ディートリヒが己の野望達成の為に狙う魔具。全てをそろえる事で世界そのものを作り変えるほどの魔術を発動する事も可能となる。
カイロスの時計
懐中時計の形状の魔具であり魔道生命体。特定の人物しか自由に使うことはできず、また修復もできない。
翠玉碑の欠片
術者に無限の魔力を供給すると言われる魔具。エメラルド板（ヘルメス文書）の破片
冥王の鍵
元はバチカンの禁書図書館に保管されており、人の顔面表皮で作られた禍々しい魔術書。
魔術結社『トゥーレ』
ヴァルター・ディートリヒが所属する魔術結社で、ドイツの思想団体だった『トゥーレ協会』を前身に設立された。ナチスを裏から支配している。七名の強大な魔術師により構成され、各々が独自の方法で『魔導帝国』建国のために手を打っているという。続編である「11eyes -罪と罰と贖いの少女-」にも登場する。
ドイチェス・アーネンエルベ
日本の霊能局と関わりを持っているナチス・ドイツの魔術機関。単に『アーネンエルベ』や『祖国遺産協会』とも。古代文献・遺跡の資料収集と研究調査を目的に設立された組織だが、内実は霊能局と同等以上。ドイツを裏から支配している魔術機関とされているが、実際にはトゥーレの手足として動く機関である。
霊能局
明治維新以降の日本魔術を支配してきた魔術機関。明治維新以降、陰陽寮が廃止され表向きは姿を消した呪術者の大家が結集して設立された。大日本帝国政府とも癒着しており、日本を背後から密かに操ってきた。作中には霊能局の機関として草壁遼一が所属する『癲狂院』が登場する。第二次大戦以前は名実共に日本最高峰の魔術機関であるが、元々寄り合い所帯として強引に生まれた組織であるため、統制が欠けている。歴史的な因縁のある家同士の内部抗争や霊能局の強権支配への反発、後継者の減少といった様々な要因により、日本の魔術は衰退に向かっているという。第二次大戦後も霊能局や癲狂院が維持されたのかは不明。
綾篠癲狂院
霊能局の研究機関。元々は綾篠市の山奥に明治初期から作り出された精神病患者への治療施設だったが、第二次世界大戦が始める前に霊能局が施設を接収。魔術・科学を問わずに非人道的な人体実験を行う研究施設へと生まれ変わった。
研究員たちは人倫を介する事の出来ない学者やある能力は突出して優れているが精神的・人格的に問題のある人格破綻者などが集められ、接収時の患者や全国から集められた精神病患者、捕虜などに日夜様々なアプローチで実験を行い、怪物を生み出しては処分する事を繰り返している。『祖国遺産協会』とも関りがあり、ヴァルターを介して『カイロスの時計』や『ナームルス』が運び込まれることになった。
霊能局内では末端に位置する研究機関であり研究内容も飛びぬけて危険な物ばかりを取り扱っている。所属者は閉鎖時に口封じとして処分される事を前提とされている模様であり、研究に耐え切れずに発狂した職員はそのまま『検体』にされてしまう模様
草壁遼一が所属していた。

## システム
BloodLimiter
これをオンにすることによって暴力的かつグロテスクな描写・表現を多少緩やかにすることが可能（ただし、オンにすると回収できないCGとオフにすると回収できないCGが存在する）。
ディスティニー・クリック
特定の条件を満たしていると、画面右下のカイロスの時計の針が回り出す。このときカイロスの時計をクリックすることにより、今まで出現しなかった選択肢を選択可能となり物語が進展する。
ナビ機能
修正ファイルver.2.01より追加された新機能。これにより周回パートのフローチャートを表示できるようになり、今までに見たシーンやシーンタイトルが確認可能となるため、攻略の上で非常に有効である。

## 主題歌
Moving go on 〜そこから見える未来〜
歌：川村ゆみ
愛の証
歌：川村ゆみ
物語の終わりに
歌：川村ゆみ
※オリジナルサウンドトラックに収録。上記2曲のリミックス版も収録されている。

## スタッフ
- プロデューサー：剣技マナ
- 原画：萩原音泉・ramis
- シナリオ：LEGIOん・剣技マナ・玉沢円
- プログラマー：青猫
- 背景：木霊師

## ノベライズ
3days 〜刻の彼方の眠り姫〜
イーグルパブリシングより発行。